# MapInfo
MapInfo är ett mjukvaruföretag som tillverkar program som MapInfo Professional (nuvarande version 11, map extreme, vertical mapper).
Programmet används för att digitalisera, analysera, och se samband mellan geografiskt bunden information (GIS).
MapInfo köptes 2007 upp av Pitney Bowes